# Ходзитя
Ходзитя (яп. ほうじ茶 хо:дзитя, «жареный чай») — сорт зеленого чая, который производится в Японии. Для его приготовления за основу, как правило, берут листья бантя (реже — сэнтя или кукитя) и без ферментации обжаривают в фарфоровой посуде при 200°С, в результате чего чайные листья принимают коричневатый окрас, специфический запах и вкус. Благодаря термической обработке в ходзитя малое содержание кофеина, что позволяет пить его незадолго до сна.
Считается, что сорт ходзитя был изобретен в 20-е годы XX века торговцем из Киото, который не знал, что делать с залежавшимся на складе чаем бантя, и решил его обжарить. В целом, в Японии ходзитя невысоко ценится среди остальных чаёв, и его крайне редко используют в японской чайной церемонии. С его вкусом выпускается мороженое и пиво.
Ходзитя заваривается кипятком, время заварки — около 20 секунд.